# Люпинин
Люпинин — алкалоид, содержащийся в некоторых видах люпина. Наиболее богаты им семена. Легко растворим в воде, спирте, хлороформе, эфире. Хуже растворим в петролейном эфире, из которого кристаллизуется в виде крупных бесцветных призм. Сильное основание, вытесняет аммиак из его солей. 	
| молекулярная формула: | C10H19ON      |
| номер CAS:            | 486-70-4      |
| молекулярная масса:   | 169,25 г/моль |
| т. пл.:               | 68.5-69.2 °C  |
| т. кип.:              | 269-270 °C    |
| т. пл. гидрохлорида:  | 212-213 °C    |
| т. пл. пикрата:       | 136-137 °C    |

Люпиновые бобы — популярное блюдо Средиземноморья — требуют тщательного вымачивания для устранения токсичного люпинина.